# Émile Mpenza
Eka Basunga Lokonda Mpenza známý jako Émile Mpenza (* 4. července 1978, Zellik, Belgie) je bývalý belgický fotbalový útočník s kořeny z DR Kongo (tehdy Zair). Nastupoval i za belgický národní tým.
Jeho starší bratr Mbo Mpenza byl také fotbalista.
Účastník jednoho světového (1998) a jednoho evropského šampionátu (2000).

## Klubová kariéra
Mpenza působil mimo Belgii v Německu, Kataru, Anglii, Švýcarsku a Ázerbájdžánu.

## Reprezentační kariéra
Émile Mpenza působil v mládežnických reprezentacích Belgie U18, U19 a U21.
V A-mužstvu Belgie debutoval 11. února 1997 v přátelském utkání v Belfastu proti domácímu týmu Severního Irska (prohra 0:3). Celkem odehrál v národním týmu 57 utkání a vstřelil 19 gólů.
Zúčastnil se MS 1998 ve Francii a EURA 2000, které Belgie pořádala společně s Nizozemskem.